# Bezerédi Lajos
Bezerédi Lajos (Lujo Bezerédi) (Nova, 1898. november 21. – Csáktornya, 1979. április 20.) magyar származású horvát keramikus és szobrászművész.

## Élete
Felvidéki magyar apától és horvát anyától született. A szülők halála után 1909-ben Csáktornyára került, ott végezte a polgári iskolát és a katolikus gimnáziumot. A Budapesti Tanítóképző Intézetben kezdett tanulni, de 1917-ben behívták katonának. Csatlakozott a Tanácsköztársasághoz, és részt vett a Baranya–bajai Szerb–Magyar Köztársaság létrehozásában. Az összeomlás után Jugoszláviába menekült, de rövid ideig fogva tartották Eszéken.
Kivándorolt Bulgáriába. Alkalmi fizikai munkákból élt, végül Plovdivban felvették egy téglagyárba, és ott kezdett szabadidejében agyagozni. 1922-ben visszatért Zágrábba, és beiratkozott a Képzőművészeti Akadémia szobrász szakára. Tanárai Rudolf Valdec, Robert Frangeš Mihanović és Frano Kršinić voltak. Kršinićnek tetszettek munkái, de anyagiak hiányában meg  kellett szakítania tanulmányait, és kerámiákat készített eladásra. Ezekben az években nagy szegénységben élt. 1927-ben kiállítása nyílt Zágrábban.
Belgrádban élt 1936-tól, tagja volt a Képzőművészek Társaságának és a Független Művészek Csoportjának. 1941-ben Belgrád német megszállásakor magyarok egy csoportjával Budapestre szökött a brit SIS-szel (Secret Intelligence Service) kapcsolatban álló budapesti antifasiszta csoporthoz.
1942-ben visszatért Csáktornyára, rajzot tanított, de elvei miatt elbocsájtották az iskolából. A városban maradt haláláig, és folyamatosan alkotott. Kezdetben figuratív, később absztrakt szobrokat készített. A grafikát is kipróbálta. 1927-től 1969-ig egyéni és közös kiállításokon szerepeltek alkotásai Horvátország városaiban, Belgrádban és Bécsben.
1968-ban a Jugoszláv Érdemérem második fokozatával tüntették ki. 1969-ben Vladimir Nazor-díjat kapott életművéért.

## Galéria

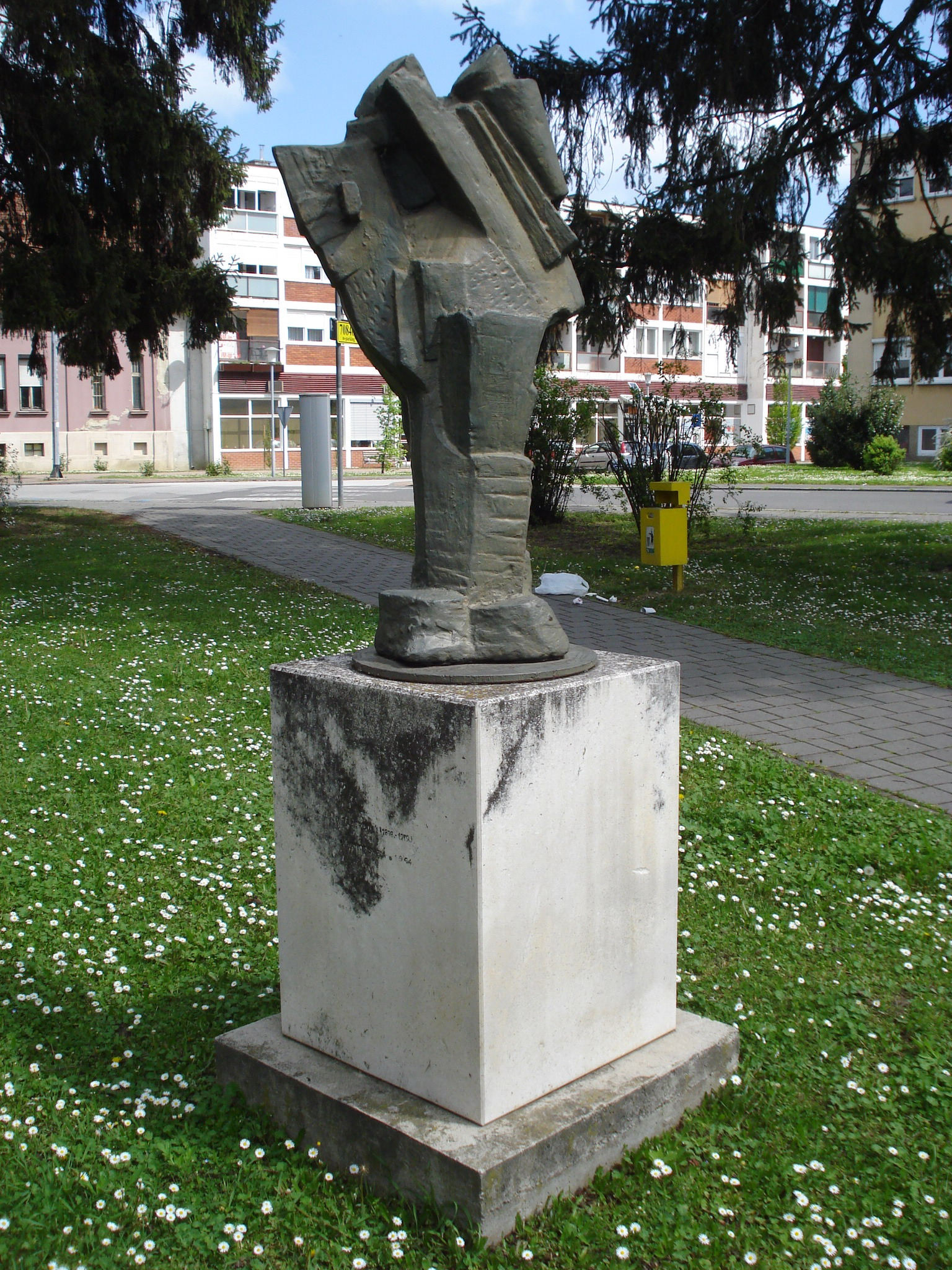
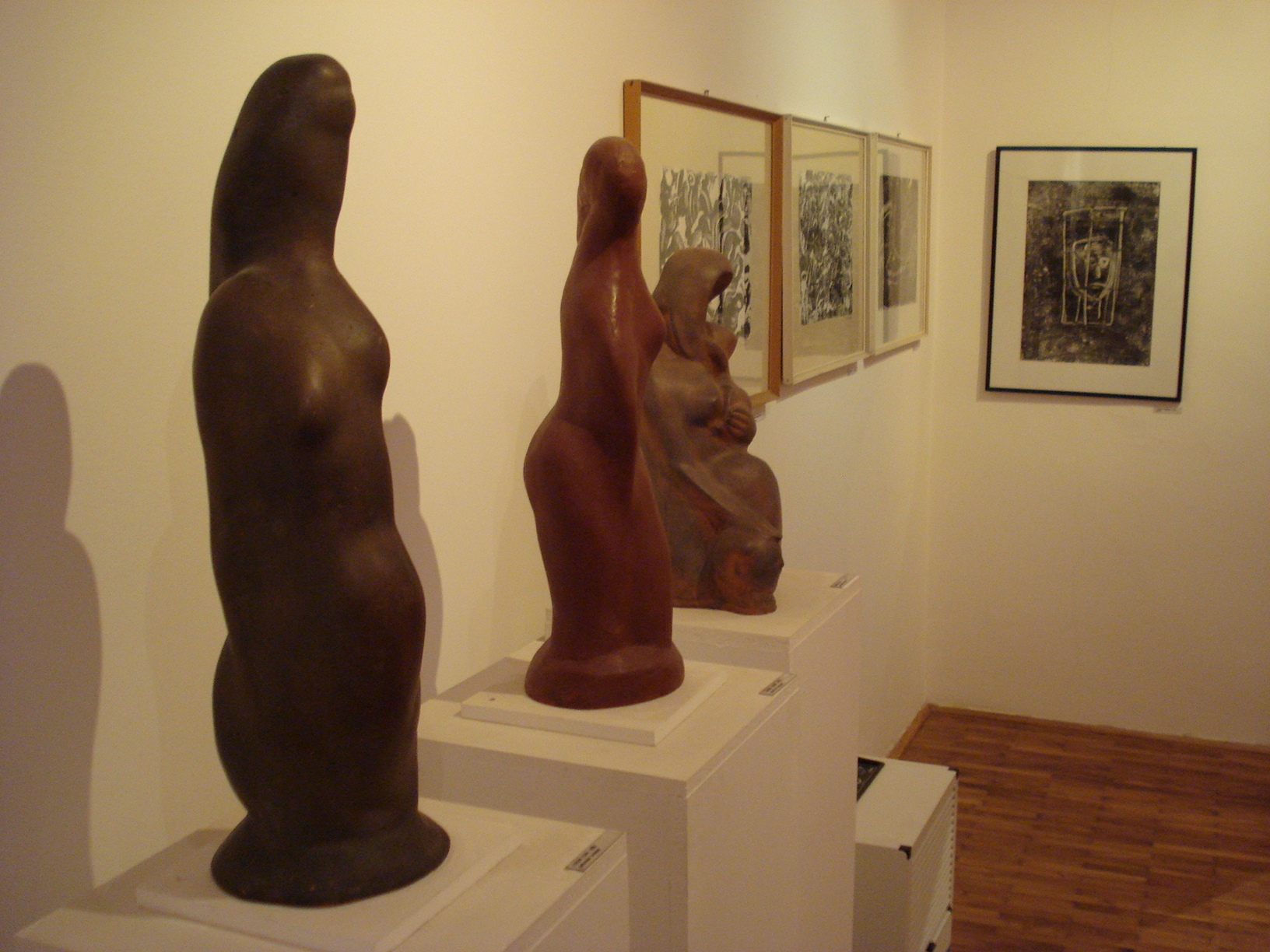
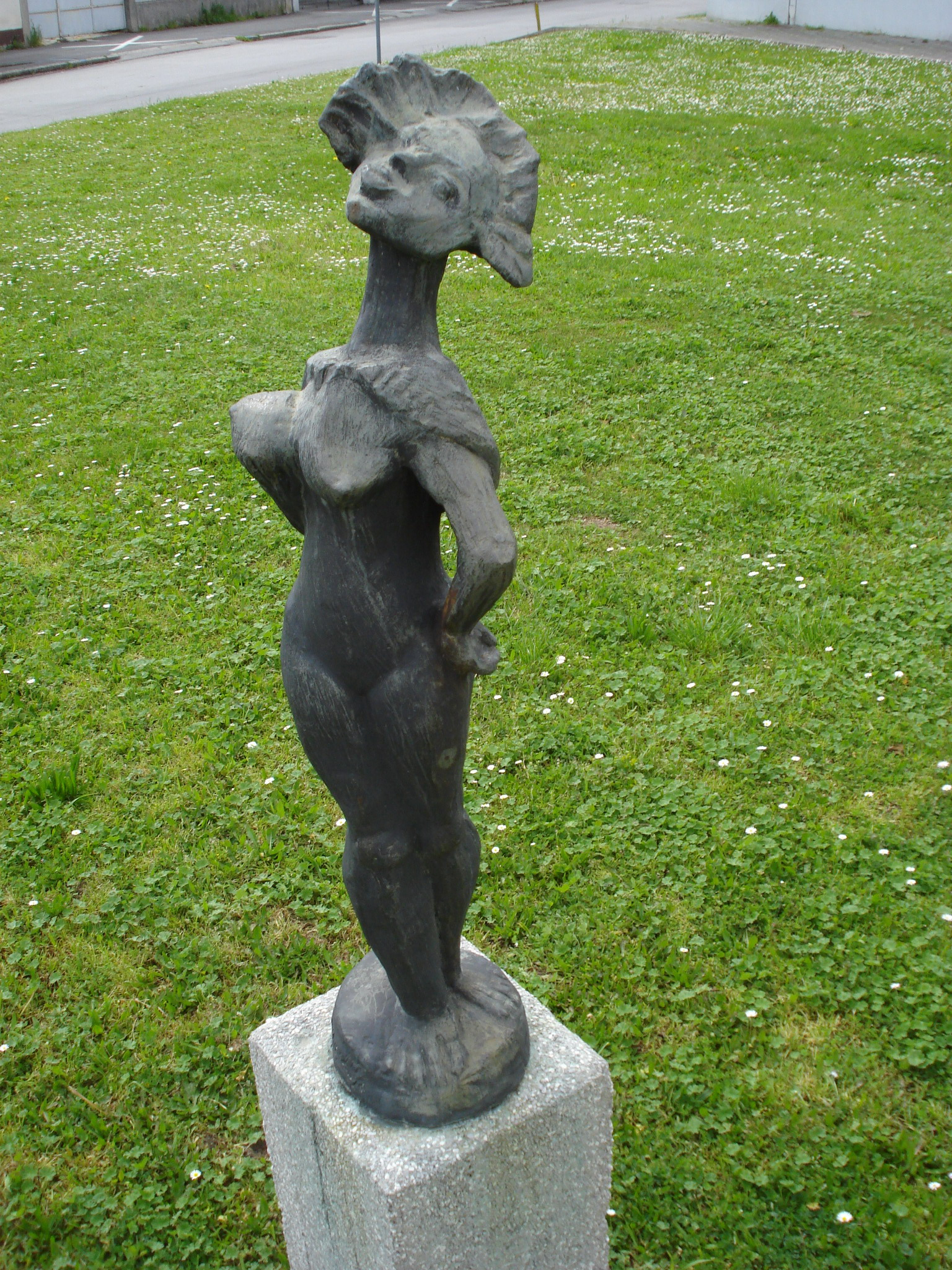
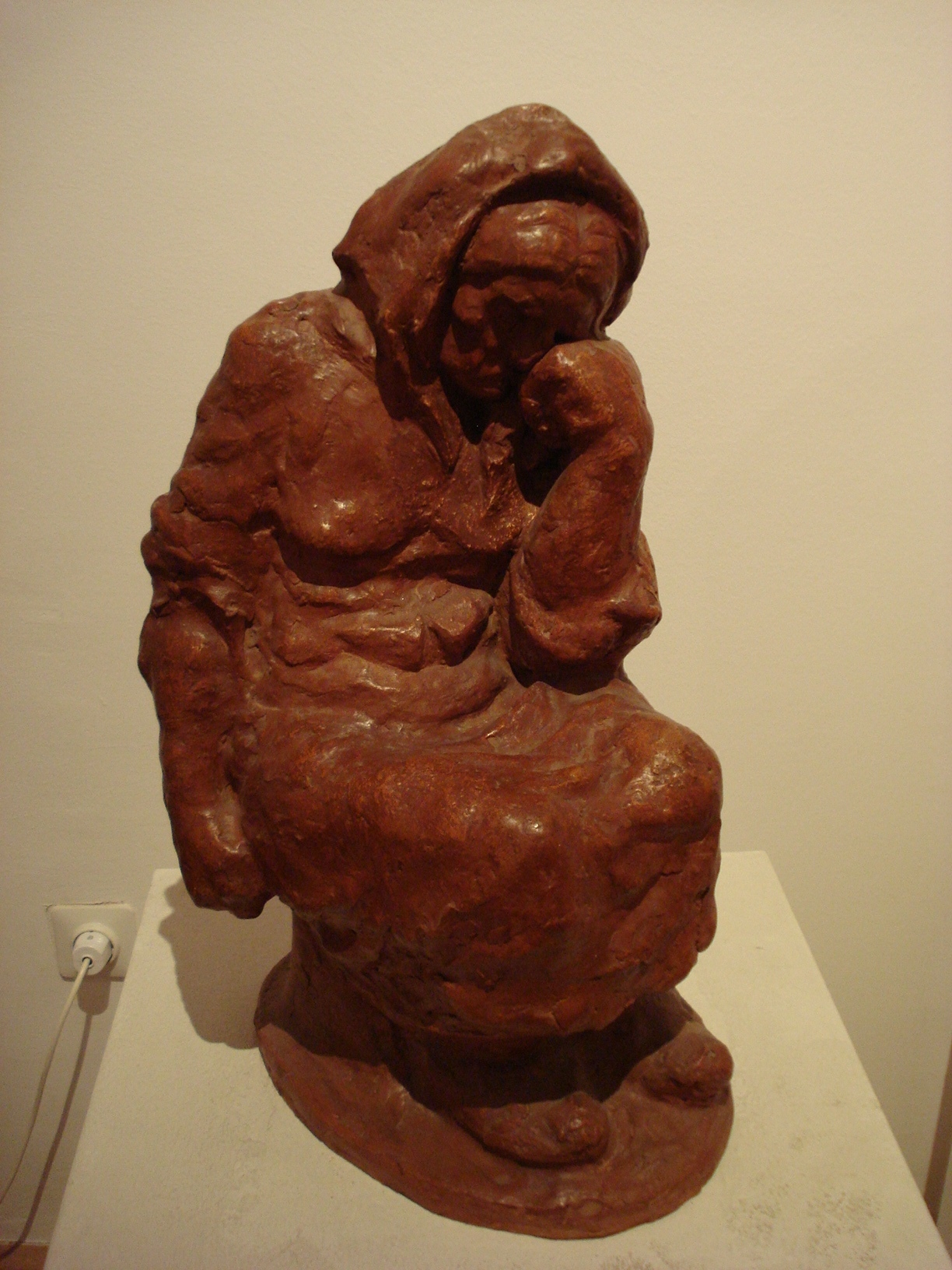
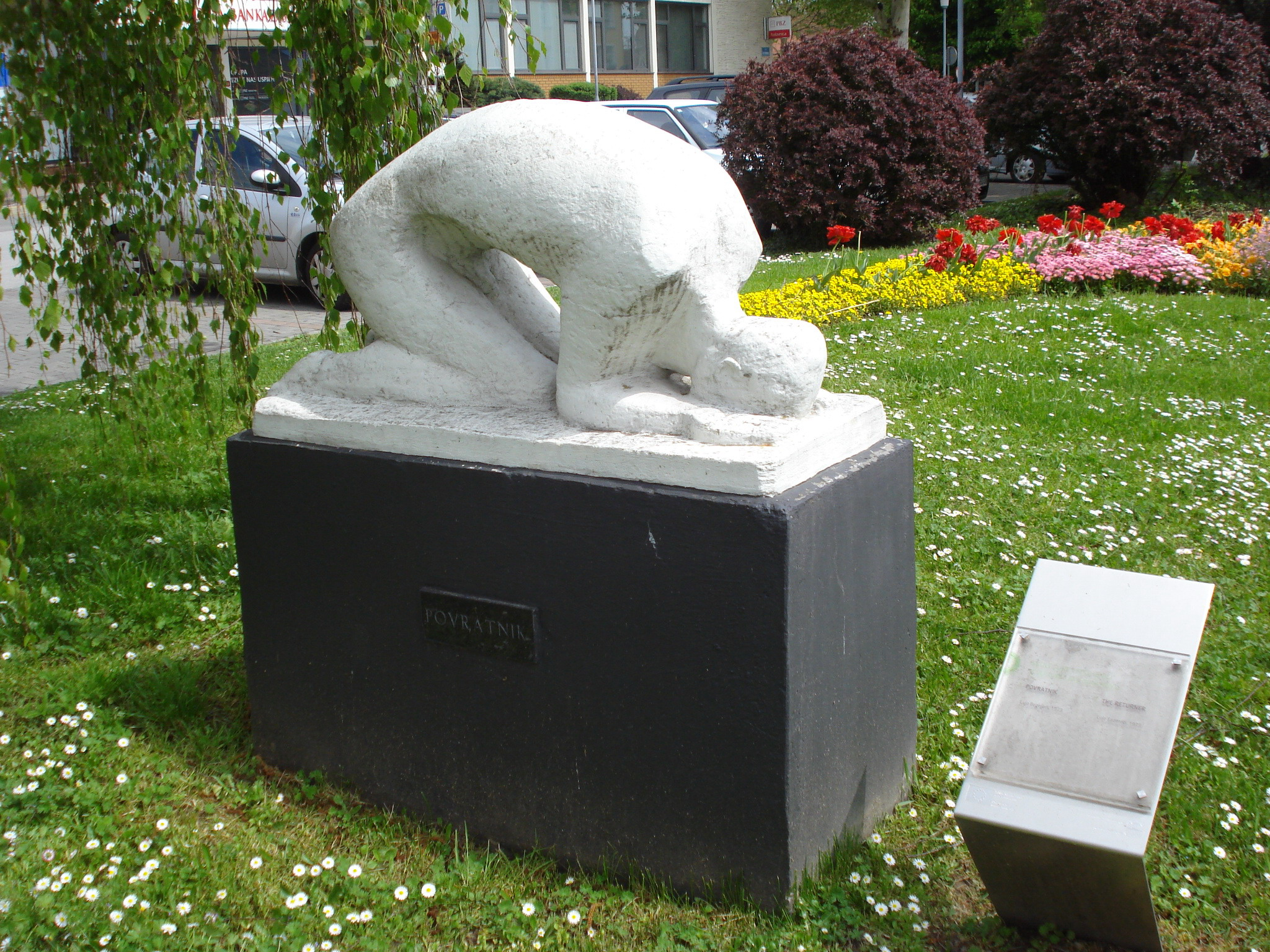